# Faro de la Punta de los Baños
El faro de la Punta de los Baños es un faro situado cerca de la localidad de El Ejido, provincia de Almería, Andalucía, España. Está gestionado por la Autoridad Portuaria de Almería.

## Historia
Fue inaugurado en 1992 con una fuente alternativa de energía de paneles solares. Está ubicado en la playa de la barriada de Guardias Viejas, en Punta de los Baños.